# Quadri Aruna
Quadri Akinade Aruna (ou Aruna Quadri), né le 9 août 1988  à Oyo au Nigeria, est un pongiste nigérian.
Son style de jeu est basé sur un coup droit extrêmement puissant, considéré comme l'un des meilleurs de la scène internationale masculine.

## Carrière
Il remporte la Coupe d'Afrique en simple en 2009 et a représenté son pays lors des Jeux olympiques d'été de 2012.
Il évolue dans le club portugais GDSR Os Toledos, puis signe avec le club de Morez en Pro A en France pour la saison 2015-2016.
Il est médaillé d'argent en simple aux Jeux africains de 2015.
Il est classé no 30 mondial en 2015, et a été nommé pongiste de l'année par la Fédération internationale de tennis de table. C'est le premier africain à recevoir cette récompense.
Il parvient en quarts de finale en simple lors des Jeux olympiques de Rio en 2016, après avoir battu notamment l'Allemand Timo Boll, et ne perd que contre Ma Long, le futur vainqueur de l'épreuve. C'est le premier pongiste africain à atteindre ce niveau de compétition aux Jeux olympiques.
Il remporte la médaille d'or le 12 août 2018 lors de la finale de l'Open du Nigeria face au Français Antoine Hachard.
Il est médaillé d'argent en double hommes et par équipe aux Jeux africains de 2019.
Quadri Aruna conserve le titre de champion en simple messieurs de l'Open du Nigeria en 2019 , en battant l'Autrichien Robert Gardos lors de la finale de l'édition 2019 qui s'est déroulée le dimanche 11 août 2019. Il s'agit de la deuxième victoire consécutive d'Aruna dans cette compétition, après son triomphe en 2018. Ce succès confirme la position d'Aruna comme l'un des meilleurs joueurs de tennis de table d'Afrique. Lors de cette compétition, il a battu Robert Gardos en quatre sets (11-7, 11-8, 11-6, 14-12). Il s'agissait de la première rencontre entre les deux joueurs.
Aruna a reçu un prix de 10 000 dollars pour sa victoire. La victoire d'Aruna est une source de grande fierté pour le Nigeria.
Aux Championnats d'Afrique de tennis de table 2021 à Yaoundé, il est médaillé d'or en double hommes avec Bode Abiodun ainsi que médaillé d'argent en simple hommes.
La même année, il atteint les quarts de finale des championnats du monde en simple messieurs à Houston.
Il est sacré champion d'Afrique en simple hommes en 2022 à Alger ; il conserve son titre en 2023 à Tunis.
Il est médaillé d'argent par équipe aux Championnats d'Afrique de tennis de table 2023 à Radès[réf. nécessaire].
En mars 2024, il remporte la médaille d'argent en simple messieurs et par équipes messieurs aux Jeux africains de 2023 à Accra. Il est médaillé d'or par équipe aux Championnats d'Afrique de tennis de table 2024 à Addis-Abeba.
Il rencontre à partir d'avril 2024 des problèmes avec World Table Tennis qui le poussent à entrer en conflit ouvert avec l'organisation commerciale. Il accuse la structure de lui avoir infligé injustement des amendes de non-participation à des tournois. Aruna explique qu'il avait informé World Table Tennis de sa non-participation aux Championnats du monde de tennis de table par équipes organisés à Pusan (Corée du Sud) car il souffrait de diarrhée et que sa justification avait été refusée car il n'avait pas reçu son rapport médical à temps. Il précise également qu'il a fait le choix de privilégier un tournoi organisé par son club (le Sporting Clube de Portugal, qui lui verse son salaire mensuel et dans lequel il a pour obligation de s'investir au risque de perdre son poste) au détriment du WTT Champions Incheon, et que World Table Tennis lui a également infligé une amende et des points de classement mondial de pénalité pour sa non-participation. À la suite de ces événements, Aruna porte l'affaire auprès du tribunal de la Fédération internationale de tennis de table. Il est l'un des premiers joueurs de niveau mondial à visibiliser ces problématiques touchant tous les joueurs et toutes les joueuses.
En novembre 2024, il s'illustre au WTT Champions Francfort en battant 3 manches à 2 le Japonais Tomokazu Harimoto, alors 3ème joueur mondial, après avoir été mené 2 manches à 0.
En mai 2025, alors 34e au classement mondial, il s'illustre en battant l'Allemand Benedikt Duda, alors 13e mondial (4 manches à 2) en 32e de finale des Championnats du monde de tennis de table.